# Jabal al-Hajar

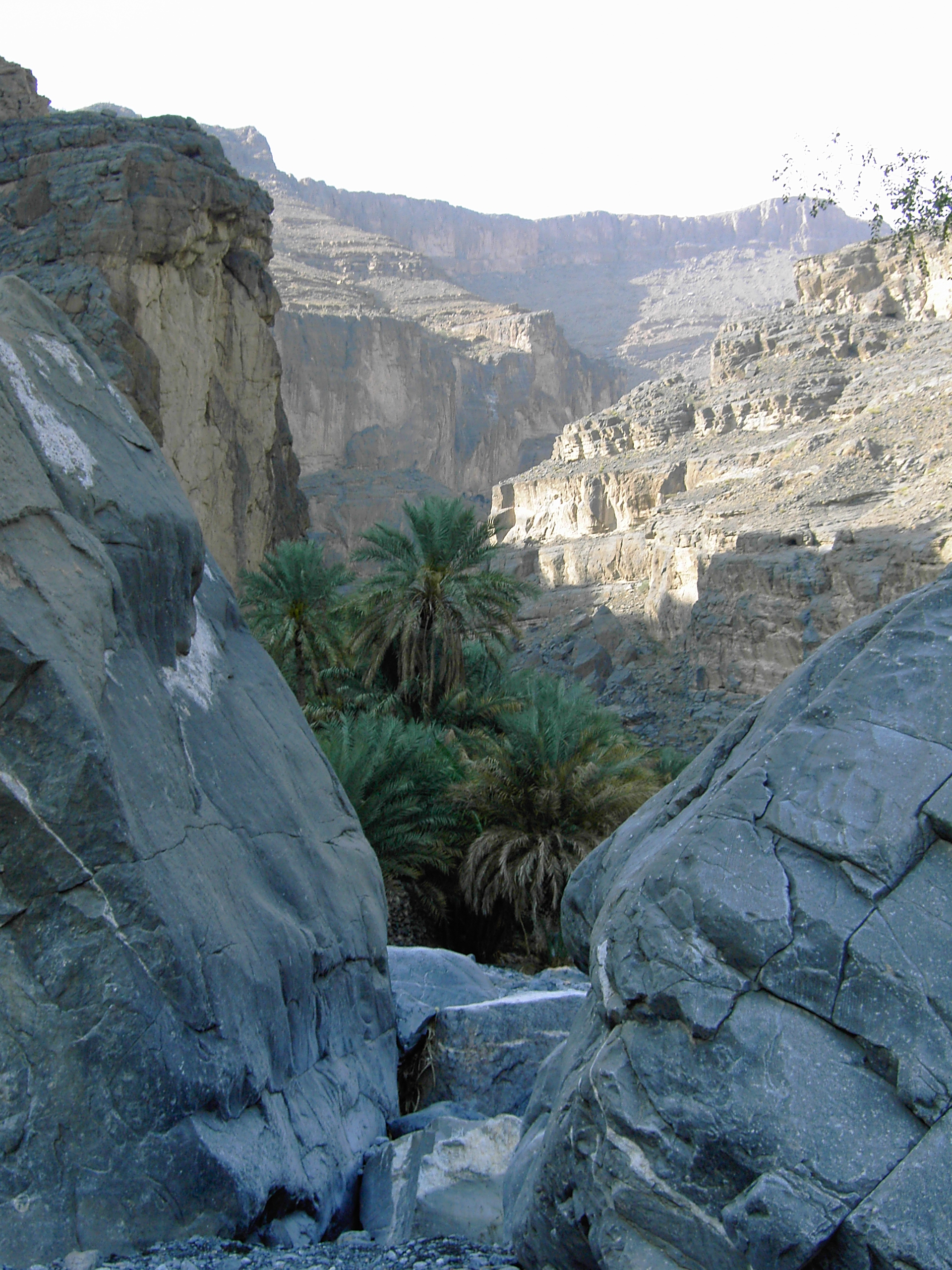
Wadi Ghul i al-Hajar, "Omans Grand Canyon".

 Jabal al-Hajar  (arabiska: جبال الحجر, Jabal al-Hajar, 'Stenbergen', uttal: /hadʒar/), är ett bergsområde i nordöstra Oman samt östra Förenade arabemiraten. Det löper parallellt med Omanbukten från Musandam-halvön åt sydost till Ras al-Hadd, och består av flera mindre bergskedjor, till största del uppbyggda av kalksten. Den högsta punkten är al-Jabal al-Akhdar, cirka 3 100 meter över havet.